# Sznury (gmina Koleśniki)
Sznury (lit. Šniūrai) − mała wieś na Litwie, w gminie rejonowej Soleczniki, 4 km na wschód od Koleśników, zamieszkana przez 28 ludzi. Przed II wojną światową w Polsce, w powiecie lidzkim województwa nowogródzkiego.